# Capra cylindricornis
Il tur orientale (Capra cylindricornis Blyth, 1841), noto anche come tur del Daghestan o stambecco del Caucaso orientale, è una specie di capra selvatica originaria delle regioni orientali del Caucaso. Così come tutte le altre specie di stambecco, appartiene al genere Capra. Fin dal passato, e malgrado occupassero areali adiacenti, i tur orientali e quelli occidentali (Capra caucasica) sono sempre stati considerati specie separate. I recenti studi genetici sembrano confermare questa separazione, e inoltre indicano che il tur occidentale sia più strettamente imparentato con la capra del bezoar (Capra aegagrus) che con il tur orientale. Le somiglianze superficiali tra le due specie di tur, quindi, potrebbero quindi essere dovute a incroci avvenuti in passato tra le due popolazioni. Questa ipotesi è avvalorata dal fatto che il genoma mitocondriale di esemplari di tur di sicura provenienza occidentale è identico a quello di esemplari di tur orientale.

## Descrizione
Il tur orientale è molto simile al tur occidentale. Presenta la stessa corporatura tozza e massiccia ed è approssimativamente uguale nell'aspetto. Si differenzia da esso principalmente per la barba più corta e le grandi corna, che, pur descrivendo anch'esse un arco circolare, sono intrecciate a spirale e ricordano un po' quelle dello stambecco spagnolo (Capra pyrenaica). Nei maschi possono raggiungere il metro di lunghezza e, soprattutto a causa del loro grande diametro, formano un ornamento impressionante. Le corna delle femmine sono molto più piccole e misurano al massimo 30 cm di lunghezza. Questo animale è lungo 130–150 cm, raggiunge 79–98 cm di altezza al garrese e pesa 55–100 kg. Le femmine raggiungono un'altezza al garrese di 65–70 cm e un peso totale di 45–55 kg. Il mantello invernale è generalmente di colore variabile dal marrone-cannella al nocciola scuro, mentre quello estivo, molto più chiaro, presenta toni rossicci. La parte inferiore è sempre leggermente più chiara.

## Distribuzione e habitat
Il tur orientale vive nella parte orientale della Catena del Caucaso, in Russia, Georgia e Azerbaigian.
Occupa le scogliere rocciose e i ripidi pendii ad altitudini comprese tra gli 800 e i 4200 m, e si incontra prevalentemente sui prati, nelle distese pietrose e nei terreni boscosi. Come tutti i Caprini, è uno scalatore eccellente.

## Biologia
In estate i tur di solito vivono ad altitudini più elevate che in inverno. In autunno si spostano a quote situate circa 1500–2000 m più in basso. Diversamente dall'inverno, quando è più facile incontrarli su pendii soleggiati, in estate prediligono trascorrere la giornata in luoghi ombreggiati. La dieta del tur orientale consiste di erbe, foglie e altri vegetali; l'alimentazione a base di foglie gioca un ruolo più importante in inverno piuttosto che in estate, quando l'animale si nutre principalmente di erbe. I tur talvolta si riuniscono in grandi mandrie, e a volte sono stati visti raggruppamenti costituiti perfino da 500 capi. I piccoli gruppi stabili che talvolta costituiscono queste grandi mandrie, però, generalmente sono costituiti da appena una dozzina di animali. Durante la stagione degli amori, situata tra novembre e gennaio, i maschi, che vivono in branchi composti solo da esemplari dello stesso sesso, si avvicinano alle mandrie delle femmine. In seguito, intraprendono pesanti combattimenti tra loro per assicurarsi le femmine recettive. Queste, dopo una gestazione di 150-160 giorni, partoriscono di solito un unico piccolo, raramente due.

## Conservazione
Così come quella del tur occidentale, anche la popolazione del tur orientale è diminuita notevolmente nel corso del XIX secolo, prevalentemente a causa della caccia incessante. In alcune aree la specie potrebbe riprendersi, ma a causa della protezione inadeguata finora non è stato possibile un suo recupero. La popolazione totale viene valutata intorno ai 10.000 capi, e la IUCN inserisce il tur orientale tra le specie prossime alla minaccia.